# 2006 HH123
2006 HH123とは、散乱円盤天体に属する太陽系外縁天体の1つとされていた天体である。
2006 HH123　は、2006年4月26日にマーク・W・ブーイ（Marc W. Buie）によって「発見」された。しかし、発見翌日の27日までの、計3回の観測以降は行方不明となった。2014年現在行方不明となっている小惑星としては最も大きな天体であった。2006 HH123 より推定直径の大きかった 2004 PR107 は、2012年になって(392741) 2012 SQ31として再発見され、2009年に観測された 2009 YS20 と同一であることが確かめられたため、2006 HH123 が最大となった。
絶対等級は5.2等級であり、推定される直径は約401kmであった。これは準惑星に選ばれうる大きさであるため、準惑星の候補の1つにあげられていた。
しかし、計3回の発見記録を検証したところ、1枚目は未確認天体、2枚目はメインベルトの小惑星(130902)2000 VW33、そして3枚目は何も映っていないことが判明した。このため、2006 HH123の観測記録は2014年11月6日を以て削除された。このため、2006 HH123はもはや小惑星センターのリストからも削除されている。